# Ismaël Saidi
Ismaël Saidi né le 20 septembre 1976 à Saint-Josse-ten-Noode, en Belgique est un réalisateur, scénariste et dramaturge belge francophone. À la suite des attentats de 2015, notamment contre Charlie Hebdo, ce réalisateur à peine connu dans le cinéma belge a été régulièrement sollicité pour des questions liées au terrorisme. C'est sa pièce Djihad, abondamment jouée pour le public scolaire, qui l'a fait remarquer.

## Biographie
Les parents d'Ismaël Saidi, d’origine marocaine, ont émigré en Belgique en 1976. Deuxième fils d’une fratrie de cinq, il naît cette même année à Saint-Josse-ten-Noode (Bruxelles) et grandit dans la commune voisine de Schaerbeek, où il fréquente le catéchisme d'une école catholique,. Son père possédait une modeste entreprise de taxi suffisant à couvrir les besoins familiaux. L'enfant ne manque de rien.
Ismaël Saidi s'engage dans la police en février 1996. Il y rencontre son épouse avec qui il a trois fils. En parallèle, il étudie les sciences sociales. Par ailleurs, dès 2004, il devient réalisateur de cinéma avant de s'orienter principalement vers le théâtre à partir des années 2010. La notoriété de ses œuvres reste alors plutôt confidentielle.
Il quitte la police en 2012, après une carrière de seize années, pour se consacrer entièrement à ses activités artistiques. En février 2021, la  mère de ses trois enfants est encore policière.
Début 2015, il est découvert grâce à sa pièce de théâtre Djihad, soutenue et largement subventionnée par des personnalités politiques. Dans une Belgique meurtrie par les attentats terroristes[évasif], la pièce est déclarée officiellement « outil pédagogique » et « d’utilité publique ». Dans ce contexte, il devient un phénomène médiatique, d'abord en Belgique francophone, puis en France.
Dans la foulée, il écrit plusieurs livres, surtout sur son rapport à la religion musulmane, notamment en collaboration avec des figures de l'Islam libéral, comme Rachid Benzine ou Michaël Privot, avec qui il milite pour la création d'un « islam des Lumières », un « islam moderne » adapté à la société européenne.
Il est gradué en relations publiques (Université libre de Bruxelles) et licencié en sciences sociales (université catholique de Louvain-la-Neuve).

### Cinéma
Alors qu'il travaille à la police belge, Ismaël Saidi commence par réaliser cinq courts métrages à petit budget (25 000 euros chacun) financés entre autres par la région de Bruxelles-Capitale, la commune de Schaerbeek ou la communauté française de Belgique/Fédération Wallonie-Bruxelles.
En 2010, il écrit et réalise Ahmed Gassiaux, son premier long métrage, qui ne sort ni en France, ni en Belgique.
Son second long-métrage, Moroccan Gigolos, comédie sur la multiculturalité coproduite avec l’aide du Centre du cinéma et de l’audiovisuel de la Fédération Wallonie-Bruxelles, de l'intercommunale VOO et de la Société de développement des entreprises culturelles du Québec, n'est pas sorti en France, mais en Belgique francophone le 23 octobre 2013 et au Québec le 8 novembre 2013. Cette comédie sans prétention, si ce n’est celle de faire passer un moment sympathique au spectateur, reçoit en général des critiques négatives : selon Alba Salto du Focus Vif, c'est une comédie plaisante et légère, distrayante mais globalement décevante, à la narration prévisible. Le scénario est très prévisible, confirme cinenews.be qui précise que le travail de caméra est soigné et que certaines blagues sont plutôt réussies, mais le spectateur reste sur sa faim. Alain Lorfèvre de La Libre Belgique se gausse en titrant sa critique : « Une comédie belge sans peps. Y a-t-il du Viagra pour l’humour ? » Stéphanie Vallet de La Presse (principal média d'information québécois) estime qu'Ismaël Saidi se perd dans le « déjà-vu » et ne fait réellement rire à aucun moment. Son collègue Éric Moreault ajoute que le film est plat, morne, convenu, nul et plein de clichés. Selon lui, Ismaël Saidi livre une réalisation de routine à l'« esthétique de téléfilm » qui repose sur un scénario manquant d'imagination. En date du 24 octobre 2022, 127 membres de l'Internet Movie Database ont coté ce film 5,3/10, tandis que Moroccan Gigolos n'est pas répertorié sur Allociné. Sur SensCritique, le film obtient une note moyenne de 4,3/10 pour 64 votes.
En juin 2016, Ismaël Saidi reçoit entre autres 190 000 euros du Fonds audiovisuel de la région de Bruxelles-Capitale pour la réalisation de son troisième long métrage titré La Fine Équipe dont il est aussi le scénariste et l'acteur principal. Cette « comédie populaire sur fond de football » est coproduite par RTL-TVi. Son tournage se termine en août 2017. Resté inédit, le film n'a jamais été montré (aucune projection en salle et aucune diffusion à la télévision, en DVD ou en streaming). Il est finalement diffusé le 14 décembre 2019 à la télévision sur la chaîne pour belges francophones Plug RTL.

### Théâtre
Sa pièce de théâtre humoristique Djihad (fin décembre 2014) montre trois jeunes paumés se heurter à une situation cauchemardesque en Syrie, l'un naïf, l'autre idéologue borné, et le dernier qui se sur-victimise sans voir ses propres erreurs. Elle est déclarée d’utilité publique par Fadila Laanan, ex-ministre de la Culture de la Communauté française de Belgique et ministre-présidente du Collège de la Commission communautaire française chargée de la Culture, ce qui permet au spectacle d'être accessible gratuitement aux scolaires. Laanan a aussi soutenu la diffusion du spectacle. Le cabinet de Rudi Vervoort assure régulièrement la billetterie en distribuant des centaines de places gratuites. Auteur, acteurs, théâtres, tickets, tous les éléments sont mis à disposition ou subventionnés. C'est toute l'infrastructure de la coalition PS-cdH en Région de Bruxelles-Capitale et en Fédération Wallonie-Bruxelles qui s'est attelée à assurer le succès de Djihad. Le spectacle est un succès public en Belgique avec plus de 40 000 spectateurs et a été diffusé sur la chaîne belge Plug RTL. Il vaut à Ismaël Saidi une renommée qui dépasse les frontières au point d'avoir droit à un portrait dans Le Monde.
Le dramaturge a globalement réussi à mettre en scène le terrorisme djihadiste en utilisant les ressorts du comique, même si la structure schématique des personnages est prévisible. Pour autant, le spectacle n'est pas superficiel : on aperçoit le poids de la relégation, des préjugés, des rêves brisés, les contraintes « du quartier, des voisins, de l'imam » (ce dernier souvent présenté négativement).
Les comédiens en font souvent trop, jouent de manière appuyée, forcée, comme dans la commedia dell'arte. Par exemple, les roulements d'yeux d'Ismaël Saidi sont dignes du cinéma muet.
La fin, pesamment didactique, plombe le propos avec un message pétri de bons sentiments, mais manquant d'ambiguïté, alors qu'il était jusque là diffusé de façon plutôt fluide et adroite.
La pièce « a rencontré un certain succès en Europe francophone et assis la réputation d'Ismaël Saidi de partisan de l'islam libéral, teinté de philosophie des Lumières.
Suite de Djihad, Géhenne est créée au Théâtre de Liège en février 2017. Ismaël Saïdi y décrit son interprétation de l'enfer. Selon Anne Poncelet de la RTBF, « Djihad avait créé une surprise, un choc. C'est un peu moins le cas de Géhenne qui utilise aussi cette mécanique dramatique répétitive. Le scénario est un peu cousu de fil blanc. Mais comment ne pas saluer la démarche de mettre toutes ces questions sur la table ? » Un dossier pédagogique, élaboré par Annabel Champetier sous la supervision scientifique de l'islamologue Michaël Privot, accompagne le spectacle.
Michaël Privot supervise scientifiquement aussi l'adaptation théâtrale du livre Mais au fait, qui était vraiment Mahomet ? Le prophète comme on ne vous l’a jamais raconté (Flammarion, 2018) dont Privot et Saidi sont les auteurs. En février 2021, la pièce titrée Muhammad est jouée trois fois, dans une salle vide en raison de la pandémie, au Théâtre de Liège qui diffuse toutes les représentations en streaming, en direct, gratuitement. Au total, selon Saidi, 5 530 internautes ont vu le spectacle.

### Projet concernant l'islam
En 2016, Ismaël Saidi reçoit de la région de Bruxelles-Capitale un financement de 275 000 euros pour réaliser des capsules vidéo sur le sujet de l'islam, à l'attention des jeunes. À cette occasion, le ministre-président socialiste Rudi Vervoort déclare : « Aujourd'hui, nous devons donner une place à cet “islam progressiste et ouvert” ». Pourtant, Ismaël Saidi affirme ne pas être « un spécialiste de l'Islam ».
Ces subventions octroyés à Ismaël Saïdi provoquent la polémique. Diverses personnalités politiques accusent de « clientélisme » et « récupérations politiques ». Le message (« on va expliquer aux musulmans comment interpréter le Coran ») a été très mal accueilli par une grande partie de la communauté musulmane. Certains, au sein du milieu associatif qui peine parfois à recevoir 5 000 € de subsides, n’ont pas hésité à parler du « chouchou » médiatique du Parti socialiste. À la suite de ces critiques, Ismaël Saidi renonce à son projet et explique : « Devoir répondre à des insinuations de clientélisme, de manque de transparence, d’“être le chien-chien” du PS, d’être “une marque” est beaucoup trop lourd à porter. »
Quelques jours plus tard, le ministre-président socialiste de la région de Bruxelles-Capitale Rudi Vervoort annonce que le projet sera poursuivi avec l'association créée par Saidi qui n'a produit que sa pièce de théâtre Djihad. Selon les statuts parus au Moniteur, Saidi en est le président et son épouse est la trésorière,. Le 13 janvier 2016, Michaël Privot, islamologue diplômé de l’ULg et participant aussi au projet, corrige l'information erronée dans les pages de La Libre Belgique et confirme que l'association a bel et bien refusé le subside. Rachid Benzine, figure de proue de l'Islam libéral, collabore au projet. La députée flamande du sp.a (parti socialiste flamand) Yamila Idrissi soutient l'entreprise.

## Idéologie
Ismaël Saidi s'inscrit dans la pensée de Tareq Oubrou et estime qu'il faut créer un « islam d'Europe ».

« Lors de la fête de l'Aïd par exemple, je me sens insulté par les politiques qui mettent des bacs à disposition pour que l'on puisse jeter les carcasses et les peaux de mouton. Dans ma génération, beaucoup ne mangent plus l'agneau et cette tradition n'a plus la même signification aujourd'hui, alors que nous vivons dans une société où on a beaucoup à manger, alors qu'à l'époque, ou encore dans certains pays aujourd'hui, ce sacrifice était l'unique source de viande de l'année. »

Début mai 2015, avec l'islamologue diplômé de l’ULg Michaël Privot, Tewfiq Sahih (un enseignant) et Zehra Günaydin (une médecin), Ismaël Saidi propose dix actions concrètes pour créer un « islam des Lumières », un « islam moderne » adapté à la société belge.
Selon ces quatre militants, « le vide intellectuel et spirituel » régnerait au sein des mosquées en Belgique. Ils souhaitent notamment rendre l'islam belge « plus institutionnel ». Leurs propositions sont qualifiées de « radicales ».
Par exemple, des « mosquées pilotes » seront caractérisées par une présence paritaire des femmes dans l’auditoire ainsi qu’au conseil d’administration. Elles seront des lieux de vie inclusifs de toute la diversité de l’islam. Les prêches diffuseront et contribueront à l’articulation concrète de cet islam européen. Et « toute mosquée qui ne sera pas en règle sera fermée par les autorités. Toute mosquée qui n’aura pas commencé le processus de reconnaissance sera fermée par les autorités compétentes. »
Selon un spécialiste cité par La Libre Belgique : « Dire qui ces militants représentent vraiment est difficile […] Ce sont souvent les mêmes noms, parfois critiqués, qui se retrouvent dans une multitude de structures. »
Caroline Sägesser, chercheuse à l'Université libre de Bruxelles et spécialiste du financement des cultes en Belgique, a l'impression que les quatre signataires méconnaissent le régime belge des cultes et les principes constitutionnels belges. Les propositions des militants ne sont pas compatibles avec la liberté de culte, ni avec le principe belge de la séparation Église-État, ni avec l'égalité entre les citoyens de différentes confessions.

## Citation
« Aujourd’hui, l’identité unique n’existe plus. Nous devons assumer des identités multiples. Je suis un Belge musulman de culture judéo-chrétienne ! Je fête le ramadan et mes yeux brillent à Noël. Il m’arrive même d’aller me recueillir dans une église… »

— par Ismaël Saidi

## Procès intentés contre Ismaël Saidi
- Le 27 octobre 2014, la cour d’appel de Casablanca a confirmé le jugement 27 août 2012 par lequel Ismaël Saidi était condamné pour escroquerie (émission de chèques en bois) à la suite d'un procès intenté par une société de production cinématographique (qui en 2009 s'est chargé des aspects techniques et logistiques sur le film Ahmed Gassiaux) et un hôtel qui se plaignent de n'avoir jamais été payés. Par jugement, Ismaël Saidi est condamné à quatre mois de prison avec sursis et une somme de 88 000 dirhams (8 800 euros) plus les frais et remboursement de la valeur des deux chèques (335 950 dirhams ou 33 595 euros) en faveur de la société de production, plus une indemnisation de 5 000 dirhams (500 euros). L'hôtel a obtenu le remboursement d’une somme de 15 520 dirhams (1 550 euros) plus une indemnisation de 2 000 dirhams (200 euros), plus les frais. En janvier 2016, les plaignants accusent Ismaël Saïdi de ne pas avoir payé ses dettes. Maître Ahmed Barchil, du barreau d’Agadir, a entamé une procédure afin de pouvoir faire exécuter en Belgique le jugement rendu au Maroc sur base des conventions et accords bilatéraux[52]. Le 13 janvier 2016, Ismaël Saidi revient longuement sur cette affaire dans les colonnes du journal Le Soir, y exhibe les preuves de dépôt des sommes au tribunal de Casablanca et y relate sa version des faits : « Je n’ai escroqué personne ! »[53]. Selon Ismaël Saidi qui s'exprimait le 13 janvier 2016 sur Yabiladi.com, il aurait été victime d'une « campagne de sabotage », d'un « coup bien monté » en raison de ses projets concernant la religion musulmane et « son engagement dans la lutte anti-terrorisme »[54]. Début février 2016, à la suite de la révélation de cette condamnation judiciaire, Ismaël Saidi, qui a pour avocat le renommé Alain Berenboom, menace de traîner la RTBF en Justice[55]. « Nous avons fait notre métier d’information » réplique Jean-Pierre Jacqmin, directeur de l’information de la chaîne de télévision. Le 19 février 2016, l'avocat annonce qu'Ismaël Saidi a porté plainte au Conseil de Déontologie journalistique et au civil pour diffamation contre la RTBF et quatre de ses journalistes[56]. Le 22 février 2016, le producteur marocain accusé par Saidi de lui avoir volé des chèques d’une valeur de 39 500 euros lors du tournage du film Ahmed Gassiaux a déposé une plainte pour calomnie et injure au parquet de Bruxelles. L'avocat marocain du producteur a également lancé une procédure visant à exécuter une « contrainte par corps » qui pourrait être imposée si le dramaturge passe la frontière marocaine. De surcroît, une autre affaire financière est réinscrite au rôle du tribunal civil à Bruxelles. Dans cette affaire aussi, une plainte contre un créancier avait accompagné la perspective d’un règlement de dettes en justice[57]. Le 23 février 2016 l'avocat du producteur confirme que « Rachid Chkiri a porté plainte lundi contre Ismaël Saidi, qui a organisé une véritable campagne de dénigrement, d'injures et de calomnies à son encontre. De victime de Saidi, Rachid Chkiri se transforme en accusé. Au Maroc, il a en effet été reconnu comme victime d'Ismaël Saidi à l'issue de deux décisions de justice. Ismaël Saidi ne l'a toujours pas indemnisé alors qu'il a été condamné[58]. »
- Condamnée au civil (Tribunal du travail de Bruxelles) en février 2012 pour « inexécution fautive de convention » face à une comédienne belge engagée pour jouer dans le film Ahmed Gassiaux et écartée après les essais maquillages, l’ancienne a.s.b.l. (Balsamo Films) du metteur en scène n’a pas réglé la somme due (près de 10 000 euros) à la suite du jugement de la cour d'appel en décembre 2013[59]. En conséquence, Saidi fait face à une enquête pénale à la suite d'une plainte déposée par la comédienne en 2014, qui a mené à l’ouverture d’une information diligentée par le parquet de Bruxelles, sur des faits présumés d’« organisation frauduleuse d’insolvabilité »[60]. Il répond aux accusations dans les colonnes de La Dernière Heure concernant cette affaire : « Des procès comme celui qui a été révélé hier, il y en a 4 000 par an dans le monde du cinéma. La différence, c’est qu’on me considère aujourd’hui comme un politique qu’il faudrait coincer. J’ai l’impression d’être devenu Sarko et DSK réunis ! Bientôt, on ira fouiller dans mes chaussettes. Mais je ne suis pas un politique. Je suis juste un artiste qui raconte sa vie[61]. »

## Filmographie

### Fiction

#### Courts métrages
(Scénariste, réalisateur et producteur.)
- 2004 : Les uns contre les autres[62][source insuffisante]
- 2004 : Marie-Madeleine[63]
- 2004 : Beaucoup de bruit[62][source insuffisante]
- 2004 : Absurde[64][source insuffisante]
- 2005 : Loin des yeux[65]

#### Longs métrages
- 2010 : Ahmed Gassiaux (scénariste, réalisateur et producteur)
- 2013 : Morrocan Gigolos (scénariste et réalisateur)
- (fin du tournage en août 2017 ; aucune date de sortie prévue) : La Fine Équipe (scénariste, réalisateur et acteur principal)

#### Télévision
- 2006 : Rhimou - Téléfilm[62]- (scénariste et réalisateur)
- 2006 : Rhimou, la série![66] - (scénariste et réalisateur)
- 2012 : Soins à domicile (scénariste, réalisateur et producteur)[67]
- En 2020, Ismaël Saidi crée la série d’animation 2D pédagogique Les Voyages d’Ismaël, destinée à la plateforme éducative de France Télévisions. D’un format de dix épisodes de 3 minutes 30, cette coproduction franco-hongroise, bénéficiant d'un budget de 650 000 € et réalisée par l'Israélien Albert Hanan Kaminski (Aaron et le livre des merveilles en 1995 ; La légende du roi Salomon en 2017), abordera les origines de l'islam, du christianisme et du judaïsme, les relations interreligieuses, la situation des femmes et la question de la violence dans les religions monothéistes. Cette réflexion sur la place de la religion dans la société actuelle est ciblée pour les enfants de dix à quinze ans[68],[69].

## Théâtre
(Texte et mise en scène.)
- 2010 Heureux qui comme Ulysse…
- 2011 Ceci n'est plus un couple !
- 2013 Tribulations d'un musulman d'ici
- 2014 Djihad
- 2017 Géhenne
- 2021 Muhammad[70]
- 2021, Traduction de Djihad en grec, Τζιχάντ, Αθήνα: εκδ. Επίκεντρο, Μετάφραση, Σχολιασμός, Επιμέλεια και Επίμετρο Χριστίνα Α. Οικονομοπούλου

## Web série
(novembre 2019).
- 2008 Ya Biladi! (scénariste et producteur) - 30 épisodes[71]

## Ouvrages
- 2015 : Les Aventures d'un musulman d'ici[72], p. 181, édition La Boîte à Pandore  (ISBN 978-2875572035)
- 2015 : Djihad, la pièce[73] avec une préface de Rachid Benzine, édition La Boîte à Pandore  (ISBN 978-2-87557-209-7)
- 2015 : L'École 10[74] p. 96, édition Marque Belge  (ISBN 978239015000-8)
- 2016 : Rachel et Rosa, éditions Jourdan, septembre 2016  (ISBN 978-2-87466-431-1)
- 2017 : Moi Ismaël, un musulman d'ici, Librio n° 1201
- 2021 : Comme un musulman en France, éditions Autrement  (ISBN 9782746759725)
- 2024 : Ma lasagne d'identités, éditions Lumières

### En collaboration
- 2017 : Finalement il y a quoi dans le coran, avec Rachid Benzine, éditions la boite à Pandore  (ISBN 978-2-87557-264-6)
- 2018 : Mais au fait, qui était vraiment Mahomet ? Le prophète comme on ne vous l’a jamais raconté, avec Michaël Privot, éditions Flammarion[75]  (ISBN 9782081421219)